# Алмандин

Алмандин – минерал, Fe3Al2(SiO4)3, от групата на гранатите, скъпоценен камък. Той е най-твърдият и най-разпространеният червен или червено-лилав гранат. Цветът му може да е вишнев, малинов, виолетов и кафяво-червен. Рядко се среща черен алмандин. Голямата му твърдост го отличава от рубина. Среща се в Индия, Мадагаскар, Финландия, Монголия и Карелия.